# Richard James Hieb
Richard James Hieb (*21. září 1955 v Jamestownu, stát Severní Dakota, USA), americký kosmonaut. Ve vesmíru byl třikrát.

## Život

### Studium a zaměstnání
V roce 1973 zdárně ukončil střední školu Jamestown High School v rodném městě a pak pokračoval studiem matematiky a fyziky na Northwest Nazerene University. Po skončení toho studia v roce 1977 pokračoval studiem elektrotechniky na United States Naval Postrgraduate School a pak i na University of Colorado. Studia ukončil v roce 1979 a získal zaměstnání u NASA.
V letech 1985 až 1995 byl po výcviku zařazen do oddílu astronautů. Po skončení kariéry kosmonauta odešel pracovat v roce 1995 do soukromého sektoru.

### Lety do vesmíru
Na oběžnou dráhu se v raketoplánech dostal třikrát ve funkci letového specialisty a strávil ve vesmíru 31 dní, 22 hodin a 34 minut. Má za sebou i tři výstupy do volného vesmíru (EVA), při nichž v něm strávil přes 17 hodin. Byl 247 člověkem ve vesmíru.
- STS-39 Discovery (28. dubna 1991 – 6. května 1991)
- STS-49 Endeavour (7. května 1992 – 16. května 1992)
- STS-65 Columbia (8. července 1994 – 23. července 1994)